# Туран (национальный парк)
Природоохранная зона Туран (перс. منطقه حفاظت شده توران‎) или Хар Туран (перс.  خارتوران‎) включает в себя три охраняемые территории: природоохранную зону на большей части площади, резерват дикой природы в восточной части и национальный парк в центре. Национальный парк составляет 8 % от площади территории, резерват дикой природы — 17 % и природоохранная зона — 75 %. Хар Туран называют Иранской Африкой. Биосферный заповедник Туран с площадью 1470640 гектар является самым большим биосферным заповедником Ирана и считается вторым биосферным заповедником в мире после Национального парка Серенгети, расположенного в Танзании. Туран после резервата дикой природы Найбанд в Тебесе имеет титул второго по величине природоохранного комплекса Ирана. Национальный парк и резерват дикой природы Туран кроме того является одним из 11 биосферных заповедников Ирана.

## История
Эта территория в 1971 году в качестве природоохранной зоны перешла под управление Организации по охране окружающей среды, в 1976 году часть её была выбрана в качестве резервата дикой природы, в том же году комплекс Туран со стороны ЮНЕСКО получил статус биосферного заповедника, а в 2002 году центральная часть данного комплекса стала национальным парком.

## Географическое положение
Национальный парк Туран находится в восточном конце остана Семнан на юго-востоке шахрестана Шахруд, небольшая часть его восточного сектора расположена в шахерестане Себзевар остана Хорасан-Резави. Данный комплекс расположен на южной стороне трассы Тегеран-Мешхед, к востоку от дехестана Торуд на западе дехестана Заманха и на северо-востоке Деште-Кевир. Территория включает в себя 3 обширные пустыни. По сути, это 3 горных массива: 2281-метровый пик Шоторкух на западе, 2265-метровый Гельэ Бала на северо-западе и 2411-метровый Пейгамбар.

## Фауна
В Туране обнаружены 41 вид млекопитающих, 167 видов птиц, 42 вида рептилий (пресмыкающихся) и 2 вида амфибий (земноводных), в первую очередь азиатский гепард и онагр. Хар Туран наряду с природоохранной зоной Бахрам Гур в Провинции Фарс является последним местом обитания онагра. Это животное в прошлом можно было встретить почти на всей территории Ирана и в соседних странах. В 1977 году согласно переписи количество онагров во всем Иране было около 6 тысяч голов, из них в Хар Туране свыше 2 тысяч голов, но в 2010 году Управление по охране окружающей среды остана Семнан объявила, что их количество 149 особей.
В Хар Туране вероятно обитает самое большое количество гепардов по сравнению с другими регионами Ирана. Кроме того, характерными для данного региона млекопитающими являются джейраны, газели, переднеазиатские леопарды, каракалы, муфлоны, безоаровые козлы, барханные коты, лесные коты, манулы, полосатые гиены, волки, шакалы, лисы, афганские лисицы.
Из числа птиц Национального парка Туран также можно указать на такие виды как дрофы, куропатки, пустынные куропатки, перепелки, авдотки, сизые голуби, малые горлицы, белые трясогузки, обыкновенные зеленушки, рябки, щеглы, хохлатые жаворонки, рыжехвостые жуланы, различные виды воробьиных, белоглазые нырки, цапли, различные виды хищных птиц в том числе шахины, пустельги, беркуты, каменные орлы, филины, совки, белоголовые сипы, стервятники, ястребы-перепелятники, сарычи. Этот регион считается одним из лучших резерватов персидской саксаульной сойки. Данный вид является единственным эндемиком Ирана, который обитает рядом с кустами парнолистника.
Помимо различных видов ящериц и агаму характерными рептилиями Хар Турана выступают серый варан, средиземноморская черепаха, кобра, ложнорогатая гадюка, гремучая змея, различные виды эф.

## Флора
Парнолистник, полынь, курчавка, верблюжья колючка, астрагал, гребенщик (тамариск), саксаул.